# Bram Anderiessen
Bram Anderiessen (* 1. August 1999) ist ein niederländischer Leichtathlet, der sich auf den Mittelstreckenlauf spezialisiert hat.

## Sportliche Laufbahn
Erste internationale Erfahrungen sammelte Bram Anderiessen beim Europäischen Olympischen Jugendfestival (EYOF) 2015 in Tiflis, bei dem er im 1500-Meter-Lauf in 4:04,11 min den vierten Platz belegte. 2017 erreichte er bei den U20-Europameisterschaften in Grosseto in 3:59,38 min Rang zehn und im Jahr darauf schied er bei den U20-Weltmeisterschaften in Tampere mit 3:47,96 min im Vorlauf aus. 2019 verpasste er bei den Halleneuropameisterschaften in Glasgow mit 8:18,30 min den Finaleinzug im 3000-Meter-Lauf und im Juli kam er bei den U23-Europameisterschaften in Gävle mit 3:49,14 min nicht über die erste Runde über 1500 Meter hinaus. Auch bei den Halleneuropameisterschaften 2021 in Toruń schied er mit 3:42,13 min in der Vorrunde aus. Im Juli kam er bei den U23-Europameisterschaften in Tallinn mit 3:47,31 min im Vorlauf über 1500 Meter aus und bei den Crosslauf-Europameisterschaften 2023 in Brüssel gewann er in 19:46 min gemeinsam mit Kevin Viezee, Jetske van Kampen und Maureen Koster die Silbermedaille in der Mixed-Staffel hinter dem französischen Team.
In den Jahren 2017 und 2021 wurde Anderiessen niederländischer Hallenmeister im 1500-Meter-Lauf.

## Persönliche Bestzeiten
- 1500 Meter: 3:36,37 min, 12. Juni 2021 in Nizza
  - 1500 Meter (Halle): 3:39,04 min, 10. Februar 2021 in Apeldoorn
- 3000 Meter: 8:11,87 min, 9. September 2022 in Trier
  - 3000 Meter (Halle): 7:55,46 min, 17. Februar 2019 in Apeldoorn